# ویلیام چیتیک

از راست به چپ: علی اکبر عبدالرشیدی خبرنگار ایرانی، ویلیام چیتیک، محمد ابراهیم باستانی پاریزی، ساچیکو موراتا، همسر چیتیک در آرامگاه شیخ محمود شبستری در شبستر

ویلیام چیتیک (به انگلیسی: William Chittick؛ زادهٔ ۲۹ ژوئن ۱۹۴۳ در میلدفورد، کنتیکت) فیلسوف، اسلام‌شناس و متخصص عرفان مولوی و ابن عربی در آمریکا است.
وی دکترای ادبیات فارسی خود را در دانشگاه تهران زیر نظر سید حسین نصر دریافت نموده، و سپس در دانشگاه صنعتی شریف علوم دینی تدریس کرد. او هم‌اکنون استاد دانشگاه استونی بروک است.
وی مدتی نزدیک به ۳۰ سال از ویرایشگران دانشنامه ایرانیکا بوده‌است.
او همچنین نخستین کسی است که صحیفه سجادیه را به زبان انگلیسی ترجمه کرده‌است.
سید جلال الدین آشتیانی از استادان چیتیک در مورد وی گفته است: آقای چیتیک را در دانشگاه تهران ملاقات نمودم. با زحمت به فارسی تکلم می‌نمود. وقتی اظهار داشت که بنا دارد نقد النصوص را تصحیح نماید و بر آن مقدمه بنویسد، باور نکردم که بتواند از عهده بر آید ... کار مشکل و به دست آوردن مطالب از آثار مفصل و مجمل عرفانی کار هر کس نمی‌باشد ... بعد از مدتی آقای چیتیک نسخه‌ای کامل از نقد النصوص را برای حقیر فرستادند ... به انضمام مقدمه‌ای بسیار نافع ... و مرقوم داشته بودند که این اثر را به زودی چاپ و منتشر خواهم نمود. حقیر بعد از دریافت کتاب و مطالعه اجمالی آن در حیرت فرو رفتم و به آقای چیتیک آفرین گفتم.

## استاد ایرانی
استاد ایرانی چیتیک در زمینه فلسفه و عرفان نظری سید جلال الدین آشتیانی بوده‌است. (جلال حکمت و عرفان، محمدجواد صاحبی، ص۱۸ و گلچینی از معارف تشیع، ویلیام چیتیک، ص۱۶)

## نقل قول‌ها
- همه موجودات عالم، خدا را به حق می‌شناسند. همه اشیاء در هر نقطه‌ای از عالم که باشند به صدق و واقعیت خدا آگاهند و حق او را ادا می‌کنند.[۷]
- ابن‌عربی بهترین شکل اسطوره‌ای واژه تحقیق را در حدیث پیامبر (ص) می‌یابد.[۸]

## مقاله‌ها به فارسی
۱- معارف دینی در دنیای جدید (۲۲ صفحه - از ۱۳۲ تا ۱۵۳)
مجلات: فلسفه، کلام و عرفان» نقد و نظر» زمستان و بهار ۱۳۷۷ و ۱۳۷۸ - شماره ۱۷ و ۱۸»
۲- آیا می‌توان میراث عقلی اسلامی را احیا کرد؟ (۱۹ صفحه - از ۱۰۷ تا ۱۲۵)
مجلات: فلسفه، کلام و عرفان» نقد و نظر» تابستان و پاییز ۱۳۷۸ - شماره ۱۹ و ۲۰»
نویسنده:ویلیام چیتیک - مترجم:جوان دل، نرگس
۳- عرفان و تمدن (۶ صفحه - از ۴ تا ۹)
مجلات: اطلاع رسانی و کتابداری» کیهان فرهنگی» تیر ۱۳۷۳ - شماره ۱۱۱»
مصاحبه شوندگان:اعوانی، غلامرضا - ویلیام چیتیک - جیمزموریس
۴- تئولوژی و توسعه (۸ صفحه - از ۱۸ تا ۲۵)
مجلات: علوم سیاسی» بازتاب اندیشه» مهر ۱۳۸۰- شماره ۱۹»
نویسنده:ویلیام چیتیک - مترجم:آوینی، سید محمد
۵- غایت‌شناسی ادراک (۸ صفحه - از ۷۱ تا ۷۸)
مجلات: فلسفه، کلام و عرفان» خردنامه صدرا» زمستان ۱۳۸۰ - شماره ۲۶»
نویسنده:ویلیام چیتیک - مترجم:حقیری قزوینی، ابوالفضل
۶- زبان منحصر به فرد قرآن (۸ صفحه - از ۲۱ تا ۲۸)
مجلات: علوم انسانی» مشکوة» تابستان ۱۳۸۰ - شماره ۷۱»
نویسندگان:ساچیکو مراتا - ویلیام چیتیک - مترجم:آخشینی، علی
۷- مکتب ابن عربی (۱۲ صفحه - از ۱۰۲ تا ۱۱۳)
مجلات: فلسفه، کلام و عرفان» قبسات» تابستان ۱۳۸۱ - شماره ۲۴»
نویسنده:ویلیام چیتیک - مترجم:خانبگی، رامین
۸- کثرت دینی از دیدگاه ابن عربی (۱۸ صفحه - از ۲۲۳ تا ۲۴۰)
مجلات: تاریخ» متین» زمستان ۱۳۸۱ - شماره ۱۷»
نویسنده:ویلیام چیتیک - مترجم:یوسف ثانی، سید محمود
۹- بر کرانه ادب و هنر: امام حسین (ع) در نگاه مولوی (۵ صفحه - از ۹۱ تا ۹۵)
مجلات: فقه و اصول» وقف میراث جاویدان» بهار ۱۳۷۶ - شماره ۱۷»
نویسنده:ویلیام چیتیک - مترجم:لاهوتی، حسن
۱۰- نیایشنامه علوی (اشتیاق ناتمام روح برای کمال) (۱۱ صفحه - از ۲۴ تا ۳۴)
مجلات: فلسفه، کلام و عرفان» اطلاعات حکمت و معرفت» سال دوم، مهر ۱۳۸۶ - شماره ۷»
نویسنده:ویلیام چیتیک - مترجم:اصغری، سید امیرحسین
۱۱- «آتش عشق و شمشیر لا»: نویسنده: ویلیام چیتیک؛ مترجم: لاهوتی، حسن. نشریة فلسفه و کلام " اطلاعات حکمت و معرفت " دی۱۳۸۸- شمارة ۴۶(۷ صفحه - از ۴۸ تا 54)

## کتاب‌های ترجمه شده به فارسی چیتیک
- من و مولانا (زندگانی شمس تبریزی و ارتباط او با مولانا جلال الدین)، پدیدآورنده: محمدبن علی شمس تبریزی، آنه ماری شیمل (مترجم)، ویلیام چیتیک (مترجم)، شهاب الدین عباسی (مترجم)، ناشر: مروارید - ۱۰ آبان، ۱۳۹۰
- عشق الهی (سیر به‌سوی خدا در متون اسلامی)، سید امیرحسین اصغری (مترجم)، ناشر: علمی و فرهنگی، ۱۳۹۴.
- عوالم خیال: ابن عربی و مسئله اختلاف * ، قاسم کاکایی (مترجم)، ناشر: هرمس، مرکز بین‌المللی گفتگوی تمدنها - ۰۶ آذر، ۱۳۹۰
- رجال الغیب، تأملی در آرای سیدحسین نصر، همراه با پاسخ نصر، ترجمه سیدامیرحسین اصغری، تهران، انتشارات مسافر، ۱۳۹۱.
- عوالم خیال ابن عربی و مسئله کثرت دینی، سیدمحمود یوسف ثانی (مترجم)، مسعود صادقی علی‌آبادی (مترجم) ناشر: پژوهشکده امام خمینی و انقلاب اسلامی - ۱۳۸۳
- درآمدی بر تصوف و عرفان اسلامی، جلیل پروین (مترجم)، ناشر: پژوهشکده امام خمینی و انقلاب اسلامی- ۱۳۸۲
- میراث مولوی: شعر و عرفان در اسلام، پدیدآورندگان: آنه ماری شیمل، ویلیام چیتیک، یوهان کریستف بورگل، مریم مشرف (مترجم)، ناشر: سخن - ۳۱ فروردین، ۱۳۸۷
- طریق صوفیانه عشق، مهدی سررشته داری (مترجم)، ناشر: مهراندیش - ۲۱ اردیبهشت، ۱۳۸۴
- راه عرفانی عشق: تعالیم معنوی مولوی، شهاب الدین عباسی (مترجم)، ناشر: پیکان - ۲۶ دی، ۱۳۸۹
- علم جهان، علم جان: ربط جهان‌شناسی اسلامی در دنیای جدید، سیدامیرحسین اصغری (مترجم)، ناشر: اطلاعات - ۰۳ آبان، ۱۳۸۸
- شرح سرفصل‌های فصوص الحکم، حسین مریدی (مترجم)، ناشر: الهام، کلمات - ۲۸ دی، ۱۳۸۸
- دعای کمیل، مهدی الهی قمشه‌ای (مترجم)، امیر فلسفی (خطاط)، ناشر: فرهنگسرای یساولی - ۲۷ خرداد، ۱۳۸۵
- عوالم خیال، نجیب الله شفق (مترجم)، ناشر: مؤسسه آموزشی و پژوهشی امام خمینی - ۱۹ تیر، ۱۳۸۶
- الصحیفه الکامله السجادیه (عربی - انگلیسی)، ناشر: انصاریان - ۱۱ بهمن، ۱۳۸۴
- اصول و مبانی عرفان مولوی، جلیل پروین (مترجم)، ناشر: بصیرت - ۱۷ خرداد، ۱۳۹۰
- ایمان و تجدد، پدیدآورندگان: ویلیام چیتیک، سیدحسین نصر، نینیان اسمارت، گرشوم گرهارد شولم، محمد ارکون، هیوستن اسمیت، ولفگانگ اشمیت، دیویدامانوئل سینگ، اوا ارثمان، کوجیرونا ناکامورا، مرضیه سلیمانی (مترجم)، ناشر: علم - ۰۳ اسفند، ۱۳۸۹
- طریق عرفانی معرفت از دیدگاه ابن عربی، مهدی نجفی افرا (مترجم)، ناشر: جامی - ۱۶آذر، ۱۳۹۰
- درآمدی به تصوف، محمدرضا رجبی (مترجم)، ناشر: حوزه علمیه قم، مرکز مطالعات و تحقیقات ادیان و مذاهب - ۰۴ اسفند، ۱۳۸۸
- سلوک معنوی ابن عربی، پدیدآورندگان: ویلیام چیتیک، جان جی سولیوان، حسین مریدی (مترجم)، ناشر: جامی - ۱۴ اردیبهشت،
- ابن عربی وارث انبیاء، هوشمند دهقان (مترجم)، ناشر: پیام امروز - نوروز ۱۳۹۳
- ابن‌عربی میراثدار پیامبران، مترجمان: دکتر محمد سوری و دکتر اسماعیل علیخانی، ویراستاری علمی و مقدمه: دکتر قاسم کاکایی، ناشر: علمی و فرهنگی، مرداد ۱۳۹۳